# ビセンテ・モスケラ
ビセンテ・エドゥアルド・モスケラ・メナ（Vicente Eduardo Mosquera Mena、1979年12月9日 - ）は、パナマの元プロボクサー。パナマシティ出身。元WBA世界スーパーフェザー級王者。

## 来歴
1998年2月14日、プロデビュー。
2005年4月30日、マディソン・スクエア・ガーデンでWBA世界スーパーフェザー級王者ヨーサナン・3Kバッテリーと対戦し、12回3-0（116-111、115-112、118-108）の判定勝ちを収め王座を獲得した。
2006年5月12日、コルドバ州コルドバのスペル・ドモ・オルフェオでホセ・パブロ・エストレラと対戦し、12回2-1（112-116、117-111、116-112）の判定勝ちを収め初防衛に成功した。
2006年8月5日、パナマシティのセントロ・デ・コンベンシオネス・フィガリでエドウィン・バレロと対戦し、10回2分TKO負けを喫し2度目の防衛に失敗、王座から陥落した。
2012年2月9日、パナマシティのアレナ・ロベルト・デュランでウォルター・カスティーヨとWBCラテンアメリカスーパーライト級王座決定戦を行い、10回2-1（96-93、94-95、96-94）の判定勝ちを収め王座を獲得した。
2013年6月28日、元世界2階級制覇王者のホアン・グズマンとWBA世界スーパーライト級暫定王座決定戦を行う予定だったが、前日計量でグズマンが8.2ポンド超過の148.2ポンドを計測し体重超過した為試合は中止となった。
2013年11月30日、コロンのアレナ・パナマ・アル・ブラウンでハビエル・プリエトとWBC世界ライト級シルバー王座決定戦を行い、12回0-3（2者が112-115、111-116）の判定負けを喫し王座獲得に失敗し試合後に引退を表明した。

## 獲得タイトル
- パナマスーパーバンタム級王座
- WBAフェデセントロスーパーフェザー級王座
- WBAフェデラテンスーパーフェザー王座
- WBA世界スーパーフェザー級王座(防衛1)
- WBCラテンアメリカスーパーライト級王座